# Juda Lion Palache

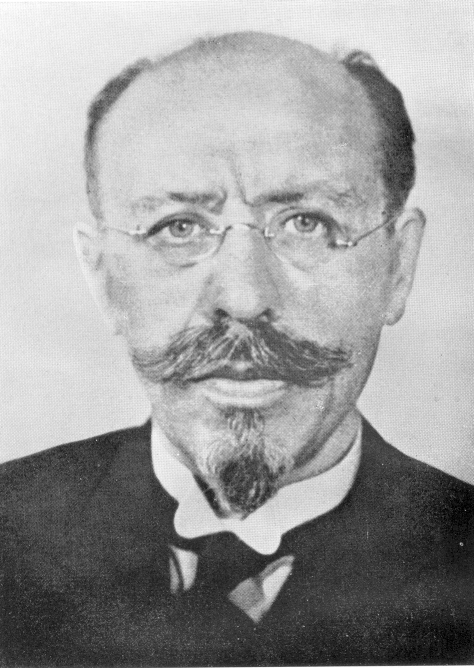
Juda Lion Palache

Juda Lion Palache (geboren am 26. Oktober 1886 in Amsterdam; gestorben am 18. Oktober 1944 im KZ Auschwitz) war Professor für semitische Sprachen (Hebräisch, Arabisch, Aramäisch) an der Universität Amsterdam und Leiter der dortigen portugiesischen jüdischen Gemeinde. Er entstammte der Familie Pallache.

## Leben
Palache wurde am 26. Oktober 1886 in Amsterdam geboren. Sein Vater Isaac war leitender Rabiner der portugiesischen sephardischen Gemeinde. Seine Mutter war Judith Spinoza Catella Jessurun, wahrscheinlich eine Nachfahrin des Philosophen Baruch Spinoza. Sein Vorfahr Samuel Pallache und dessen Bruder Joseph Pallache waren im Jahre 1608 aus Marokko über Spanien und Frankreich in die Niederlande eingereist.
Palache studierte zunächst am Ets-Ḥayyim Rabiner Seminar. Im Jahr 1914 erhielt er den Bachelor in semitischen Sprachen an der Universität Amsterdam. 1920 promovierte er an der Universität Leiden. Er studierte unter anderem bei Christiaan Snouck Hurgronje.

### Berufliches
1911 begann er als Lehrer an einer Schule mit dem Fach Hebräisch, wurde dann Hochschullehrer für klassische Sprachen in Den Haag. Im Oktober 1924 wurde er Professor für semitische Sprachen an der Universität Amsterdam. Er war der erste Jude auf diesem Lehrstuhl, den er bis 1941 innehatte.
Während dieser Jahre gehörte sein Lehrstuhl zur Fakultät der Künste und zur Fakultät der Theologie.

### Mitgliedschaften
Palache war in der jüdischen Gemeinde aktiv, zeitweilig auch in der portugiesischen (Parmas der Portugiesischen Talmud Torah Kongregation), der spanischen (wieder als Parmas) und französischen Gemeinde.
Er leitete die niederländische Gesellschaft für jüdische Studien.

### Familiäres und Tod
1917 heiratete Palache Sophia Wilhelmina de Pinto; sie hatten drei Kinder: Moses, Rebeca und Isaac (Leon).
Palache war ein überzeugter Anti-Zionist.
Nach der Besetzung der Niederlande durch die Deutschen im Jahre 1940 verlor er als Jude seinen Lehrstuhl. Er gehörte dem Jüdischen Rat für Amsterdam an.
1944 wurde seine gesamte Familie nach Theresienstadt deportiert. Später wurde sie zur Ermordung nach Auschwitz überführt, wo Palache am 18. Oktober 1944 ermordet wurde.

### Nachlass
Viele seiner sprachwissenschaftlichen Werke gingen während des Zweiten Weltkrieges verloren. Sein jüngster Sohn Leo Palache überlebte Auschwitz. Er wurde leidenschaftlicher Zionist und arbeitete im niederländischen Zweig von Keren Hayesod.
Palaches Nachfolger an der Universität, M.A. Been, sagte über ihn: „Mein Vorgänger in Amsterdam, der jüdische Gelehrte Palache, kannte die ganze hebräische Bibel aus dem Kopf“. Professor Been gilt als Begründer der Amsterdamer Schule. Andere hingegen betrachten Palache als eigentlichen Begründer.
1991 widmete K.A.D. Smelik sein Buch Converting the Past Palache.

### Juda Palache Institut
Leo Palache begründete das Juda Palache Institut an der Universität Amsterdam.

### Leeser-Rosenthal/Juda Palache-Lesungen
Von 2000 bis 2016 hielt das Menasseh ben Israel Institute eine jährliche Leeser Rosenthal/Juda Palache Lesung durch international bekannte Forscher für Judaistik. Sie fanden in Kooperation mit dem Lehrstuhl Hebräische und jüdische Studien an der Universität Amsterdam (Juda Palache Institute) und der Bibliotheca Rosenthaliana statt.

## Werk
- Het heiligdom in de voorstelling der Semietische volken: academisch proefschrift … Rijksuniversiteit te Leiden … 19. Januar 1920 (Leiden: Brill, 1920)
- Inleiding in den Talmoed (Introduction to the Talmus) (19803, 19542 [1922])
- Het karakter van het oud-testamentische verhaal: Rede uitgesproken bij de aanvaarding van het hoogleraarambt aan de Universiteit van Amsterdam (Amsterdam: Hertzberger, 1925; later included in Sinai en Paran, below)
- De sabbath-idee buiten het Jodendom: Voordracht gehouden in de vierde jaarvergadering van het Genootschap voor de Joodsche Wetenschap in Nederland (Joodsche volksbibliotheek 2; Amsterdam: Hertzberger, 1925)
- Kalenderhervorming (Amsterdam: Hertzberger, 1930)
- De hebreeuwsche litteratuur van den na-talmoedischen tijd tot op onze dagen in schetsen en vertalingen (Amsterdam: Hertzberger, 1935)
- Over beteekenisverandering der woorden in het Hebreeuws (Semietisch) en andere talen: Een vergelijkende studie (Amsterdam: Hertzberger, 1939)

Posthum publizierte Werke:
- Sinai en Paran. Opera minora van wijlen Dr. J.L. Palache, herausgegeben von M. Reizel (Leiden: Brill, 1959)
- Semantic notes on the Hebrew lexicon (Leiden: Brill, 1959)